# Melungos
Melungos (em inglês: Melungeon) é um termo tradicionalmente aplicado a um dos vários grupos étnicos raciais — tachados, pelos estadunidenses, como "isolados"— do sudeste dos Estados Unidos.
Nomeadamente, nas montanhas dos Apalaches existem muitos indivíduos que há mais de 300 anos se auto-intitulam "portugee", e muitos melungos acreditavam que eram descendentes de portugueses.
Porém, estudos genéticos afastam a teoria de que os melungos sejam descendentes de portugueses. Evidências genéticas mostram que as famílias historicamente chamadas de melungas são descendentes de homens africanos subsaarianos e de mulheres brancas com origem no norte e no centro da Europa. É provável que esse povo seja resultado da união entre homens negros e mulheres brancas que trabalhavam como servos na Virgínia, em meados do século XVII, antes da escravidão ser instaurada.
Estudiosos concluem que, quando foram criadas leis para penalizar a miscigenação, essas famílias só puderam casar entre si, migrando da Virgínia através das Carolinas, antes de estabelecerem-se principalmente nas montanhas do leste do Tennessee.
Dizer que eram de "origem portuguesa" provavelmente foi uma maneira que os antepassados dos melungos encontraram para escapar da escravidão e para reter outros privilégios que acompanhavam o status de serem considerados "brancos".